# Dominikaner
Der römisch-katholische Orden der Dominikaner, auch Predigerorden, lateinisch Ordo (fratrum) Praedicatorum (Ordenskürzel OP), wurde im frühen 13. Jahrhundert vom heiligen Dominikus gegründet. Der Sitz der Generalkurie des Predigerordens ist Santa Sabina in Rom.

## Geschichte

### Gründung und erste Jahre

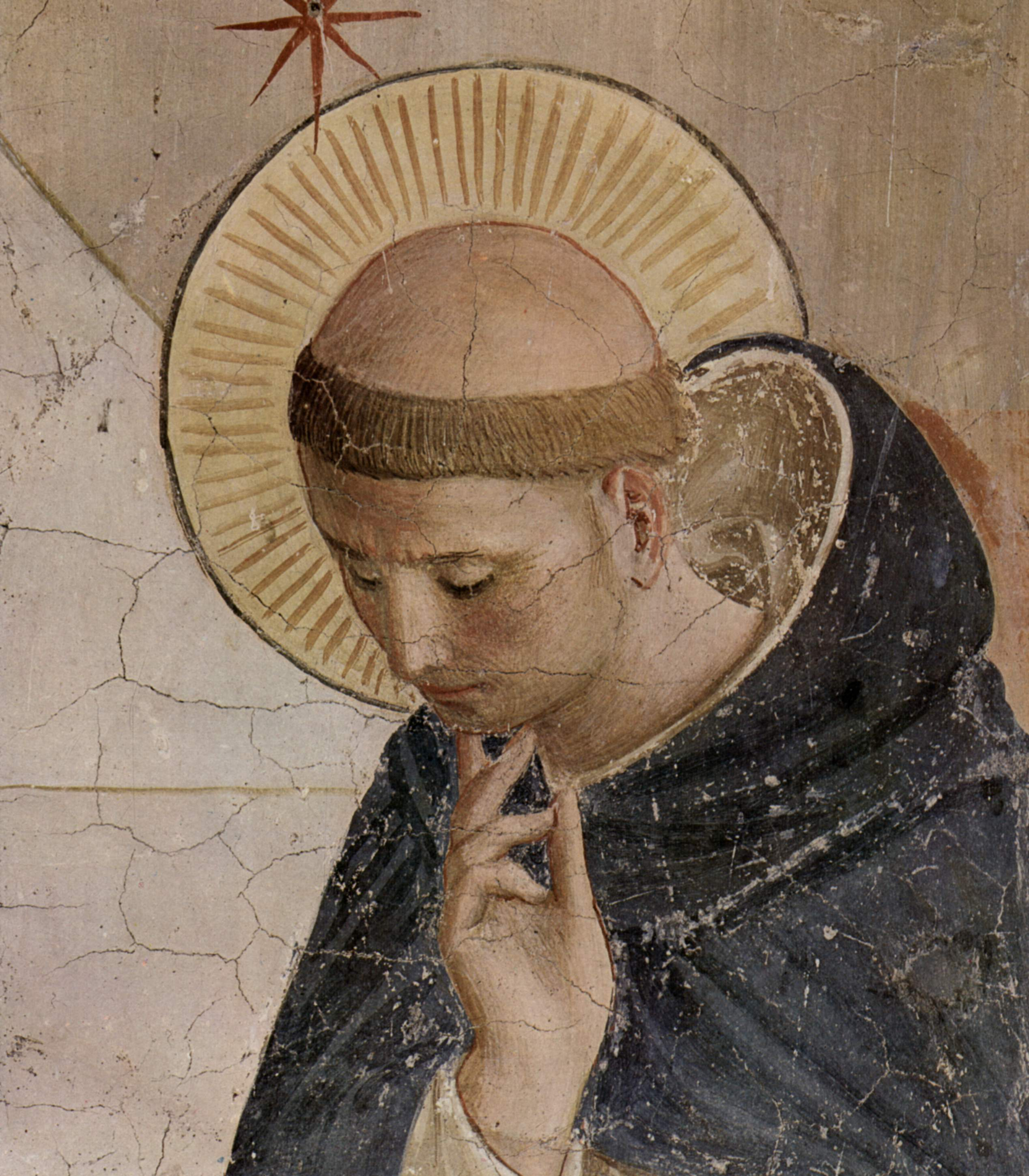
Dominikus in einem Fresko von Fra Angelico in San Marco (Florenz)

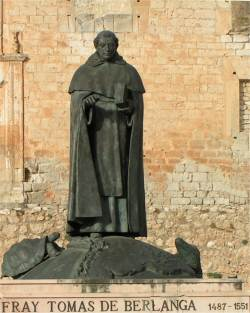
Denkmal des Dominikaners Bruder Tomás de Berlanga in Soria, Spanien

Dominikus wurde um das Jahr 1170 in der kastilischen Ortschaft Caleruega geboren. Schule und Studium absolvierte er in Palencia. Im Jahr 1196 trat er in das Domkapitel von Osma in Kastilien ein, wurde dort zum Priester geweiht und wurde 1201 Subprior des Kapitels. Auf Reisen im Gefolge seines Bischofs Diego de Acevedo wurde er in Südfrankreich mit den dortigen Erfolgen der Katharer konfrontiert. Der Katharismus fand aufgrund der asketischen Lebensweise und rhetorischen Überzeugungskraft seiner Prediger großen Anklang in der Bevölkerung. Von den örtlichen Feudalherren wurde er toleriert oder auch gefördert, während die theologisch und seelsorgerisch wenig ambitionierte katholische Geistlichkeit hauptsächlich um die Sicherung ihrer Pfründen und weltlichen Privilegien bemüht war. Auch die von Papst Innozenz III. als Legaten beauftragten Zisterzienser, die den Schwerpunkt ihrer Tätigkeit nicht in der Missionierung, sondern in der politischen Diplomatie und der Herbeiführung repressiver Maßnahmen sahen, hatten sich vor allem den Hass der Bevölkerung zugezogen, aber dem Katharismus keine wirksamen Maßnahmen entgegensetzen können.
Bischof Diego hatte zunächst das Projekt einer Missionierung der Türken verfolgt und ersuchte den Papst Innozenz III. in Rom dafür um Befreiung von seinem Bischofsamt. Dem Papst war jedoch die Missionierung in Südfrankreich das vordringliche Anliegen. Ende des Jahres 1204 kehrten die beiden über Cîteaux nach Südfrankreich zurück und stimmten ihre Missionstätigkeit mit den päpstlichen Legaten (u. a. Pierre de Castelnau) ab. Mit Unterstützung des neuen Bischofs von Toulouse, des Zisterziensers und ehemaligen Trobadors Folquet de Marseille, gründeten sie 1206/1207 in Prouille (okzitanisch: Prolha) in der Nähe von Fanjeaux einen Konvent für bekehrte Katharerinnen, die in den ersten Jahren nach der Regel der Zisterzienser lebten. Während Diego nach Osma zurückkehrte und dort Ende 1207 verstarb, blieb Dominikus in Südfrankreich und widmete sich von Prouille aus weiter seiner inneren Berufung, durch ein Wanderleben zu Fuß, statt herrschaftlich zu Pferde, in apostolischer Armut und durch rastlosen Einsatz als Prediger die Bevölkerung wieder zum katholischen Glauben zu bekehren. Diesem Programm, welches das Betteln als Form des Lebensunterhalts einschloss und dadurch im Widerspruch zu den noch gültigen kirchlichen Vorschriften stand, erteilte am 17. November 1206 auch der Papst eine erste offizielle Genehmigung. Als es im Jahr 1208 zu dem vom Papst seit längerem vorbereiteten, militärischen Kreuzzug gegen die Katharer kam (siehe: Albigenserkreuzzug), war Dominikus anscheinend nicht maßgeblich an der Organisation und Propaganda des Kreuzzuges beteiligt, sondern ihm fiel vor allem die Aufgabe zu, die Überlebenden in der militärisch unterworfenen Region nunmehr auch geistlich zu bekehren, wobei seine Missionstätigkeit unter anderem dadurch gefördert wurde, dass der militärische Anführer des Kreuzzuges, Simon IV. de Montfort, und die neuen katholischen Herren den Konvent von Prouille mit Schenkungen und Privilegien bedachten.
Im Jahr 1215 wurden Dominikus und sechs seiner Gefährten durch Bischof Folquet von Toulouse in rechtsverbindlicher Form als Predigergemeinschaft approbiert. Grundlage des Ordens war von Anfang an die Augustinusregel, weshalb die Dominikaner zu den augustinischen Orden gezählt werden. Diesen Regeln fügte die Gemeinschaft Konstitutionen bei, die sich auf die Durchführung des Predigtauftrags bezogen. Die Brüder waren beauftragt, die Häresie zu bekämpfen und den Glauben zu predigen, und erhielten dazu die Erlaubnis, als Wanderprediger ein Leben in religiöser Armut zu führen. Die dafür erforderlichen Mittel wurden ihnen durch Almosen der Diözese zugeteilt; was davon nicht gemäß der Zweckbestimmung verbraucht wurde, war am Ende des Jahres zurückzuerstatten. Diese neue Institution wurde noch im selben Jahr durch ein päpstliches Schreiben approbiert und 1215 dann durch den 10. Kanon des IV. Laterankonzils, dort allerdings ohne Festlegung des Prinzips apostolischer Armut, allen Bischöfen vorgeschrieben.

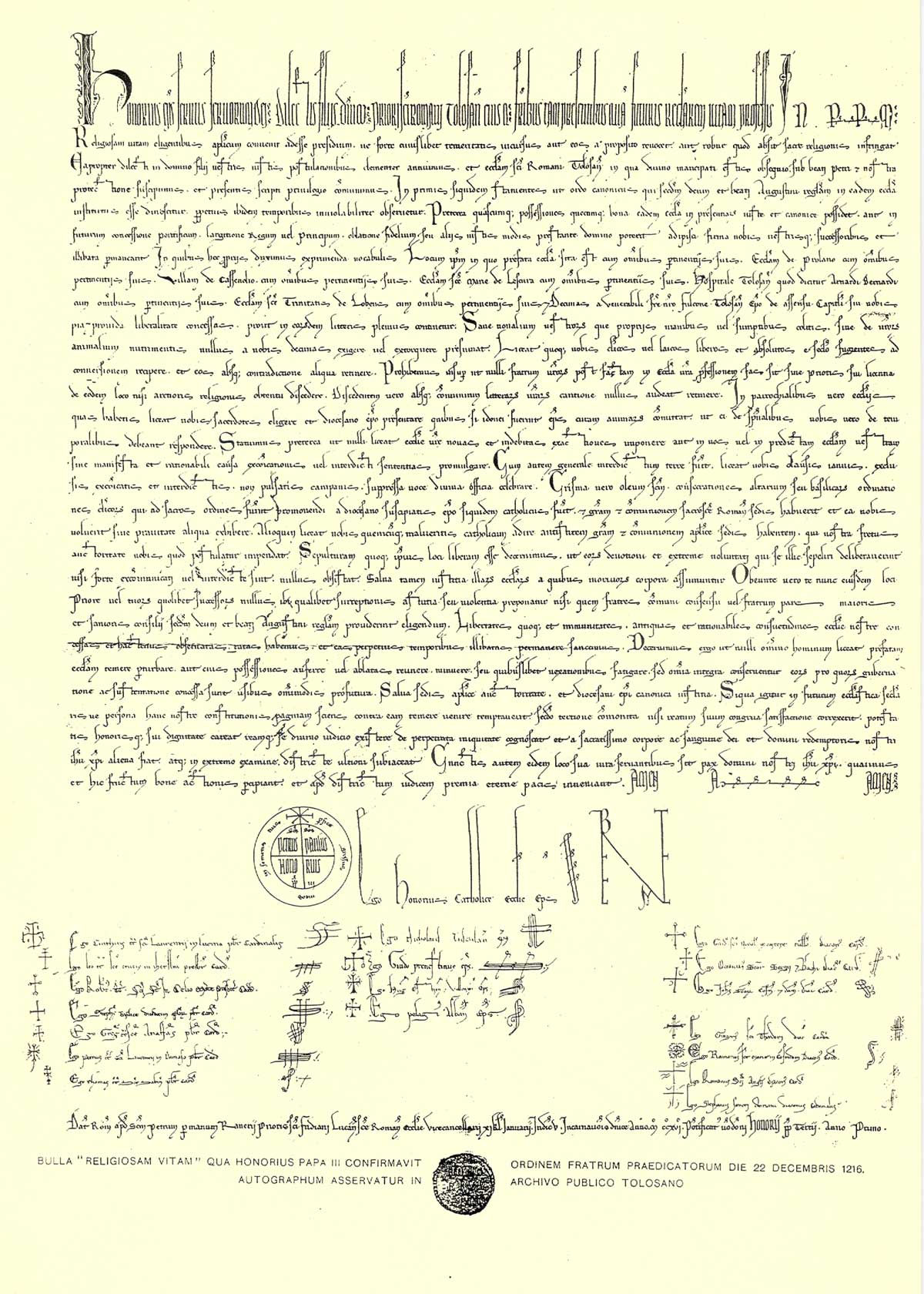
Bulle „Religiosam vitam“ vom 22. Dezember 1216

Zurückgekehrt nach Toulouse entsandte Dominikus am Fest Mariä Himmelfahrt des Jahres 1217 (15. August) seine Mitbrüder in die Welt – zunächst nach Paris und nach Spanien – zur Gründung neuer Konvente, hierin dem biblischen Vorbild Christi bei der Entsendung der Jünger folgend. Zum Jahreswechsel hielt er sich erneut in Rom auf und erwirkte am 11. Februar 1218 eine päpstliche Enzyklika, in der das Armutsprinzip der Prediger bekräftigt und die Amtsträger der Kirche zu deren Unterstützung aufgefordert wurden. Im selben Jahr folgten Gründungen der ersten italienischen Konvente, in Bologna und durch Dominikus selber in Rom. Von Rom begab er sich über Toulouse nach Spanien, Nordfrankreich (Paris) und erneut nach Italien, um die Gründung und Organisation neuer Konvente persönlich zu unterstützen. Als besonders folgenreich erwiesen sich hiervon die frühen Gründungen in Paris und Bologna, die wesentlich dazu beitrugen, dass der Orden durch Lehrstühle an den entstehenden Universitäten und durch Einrichtung eigener Generalstudien bald eine führende Rolle in der mittelalterlichen Wissenschaft einnehmen konnte.
Im Jahr 1220, als bereits annähernd 60 Niederlassungen bestanden, hielt Dominikus zu Pfingsten in Bologna die erste Generalversammlung des Ordens ab. Das Generalkapitel ergänzte die erste Fassung (prima distinctio) der Satzungen von 1216 durch eine secunda distinctio und gab dem Orden seine in den Grundzügen bis heute gültige Organisationsform. Es besiegelte zugleich die Entwicklung von einem Kanonikerorden zu einem Bettelorden sui generis durch die Verschärfung des Armutsprinzips, indem außer dem persönlichen auch der gemeinschaftliche Besitz und feste Einkünfte ausgeschlossen wurden. Nach neuerlichen Predigten in Oberitalien, wo Honorius III. zum Vorgehen gegen die aus Südfrankreich zugelaufenen Katharer aufgerufen hatte, verstarb Dominikus am 6. August 1221 in Bologna.

### Hochmittelalter und Spätmittelalter (13. bis 15. Jahrhundert)
Die von dem zweiten Ordensmeister Jordan von Sachsen als Constitutiones zusammengestellten Satzungen und Regelwerke des Ordens wurden von dessen Nachfolger Raimund von Peñafort, einem der größten Kanonisten seiner Zeit, in eine systematische Ordnung gebracht und seither durch die Generalkapitel immer wieder geändert oder ergänzt. Seit der frühen Zeit herrschte allerdings ein gewisser Pragmatismus in der Anwendung der Vorschriften, indem in Einzelfällen Dispensationen möglich waren und tatsächlich auch häufig erteilt wurden, um Hindernisse bei der Ausübung des Studiums oder der Predigt auszuräumen. Seit dem Generalkapitel von 1236 wurden Verstöße gegen die Constitutiones außerdem nicht mehr als Sünde, sondern als durch Buße abzugeltendes Vergehen bewertet.
Das strenge Armutsprinzip wurde im Lauf des 14. Jahrhunderts vielfach dadurch gelockert, dass einzelne Ordensmitglieder Benefizien annahmen und dadurch die vita privata als Usus einführten. Durch das große abendländische Schisma wurde der Orden zeitweise in drei „Observanzen“ zerrissen. Raimund von Capua als Generalmeister der römisch-urbanianischen Observanz initiierte 1390 eine Reformbewegung, die die vita privata zurückdrängen und die vita apostolica erneuern sollte. Dies führte zur Gründung von Reformkonventen, die sich ihrerseits zu Reformkongregationen und Reformprovinzen zusammenschlossen. Als bindende Vorschrift wurde das ursprüngliche Armutsprinzip de jure aufgehoben, als Martin V. im Jahr 1425 zunächst einzelnen Konventen und Sixtus IV. 1475 dem gesamten Orden Besitz und feste Einkünfte erlaubte.
Wie andere Bettelorden entwickelten die Dominikaner im späten Mittelalter durch ihren missionarischen Eifer eine judenfeindliche Haltung. Die am meisten verbreitete antijüdische Schrift des Mittelalters stammte von einem Dominikaner, dem Spanier Alfonso de Buenhombre. Sein fingierter Brief des Rabbis Samuel, der sich als Werk eines bekehrten Juden ausgab, behandelte die Zerstreuung der Juden unter den Völkern und ihre Ursache. Der 1339 in lateinischer Sprache abgefasste Brief wurde in beinahe alle Sprachen des Abendlandes übersetzt und hat sich in mehr als dreihundert Handschriften erhalten.

### Inquisition

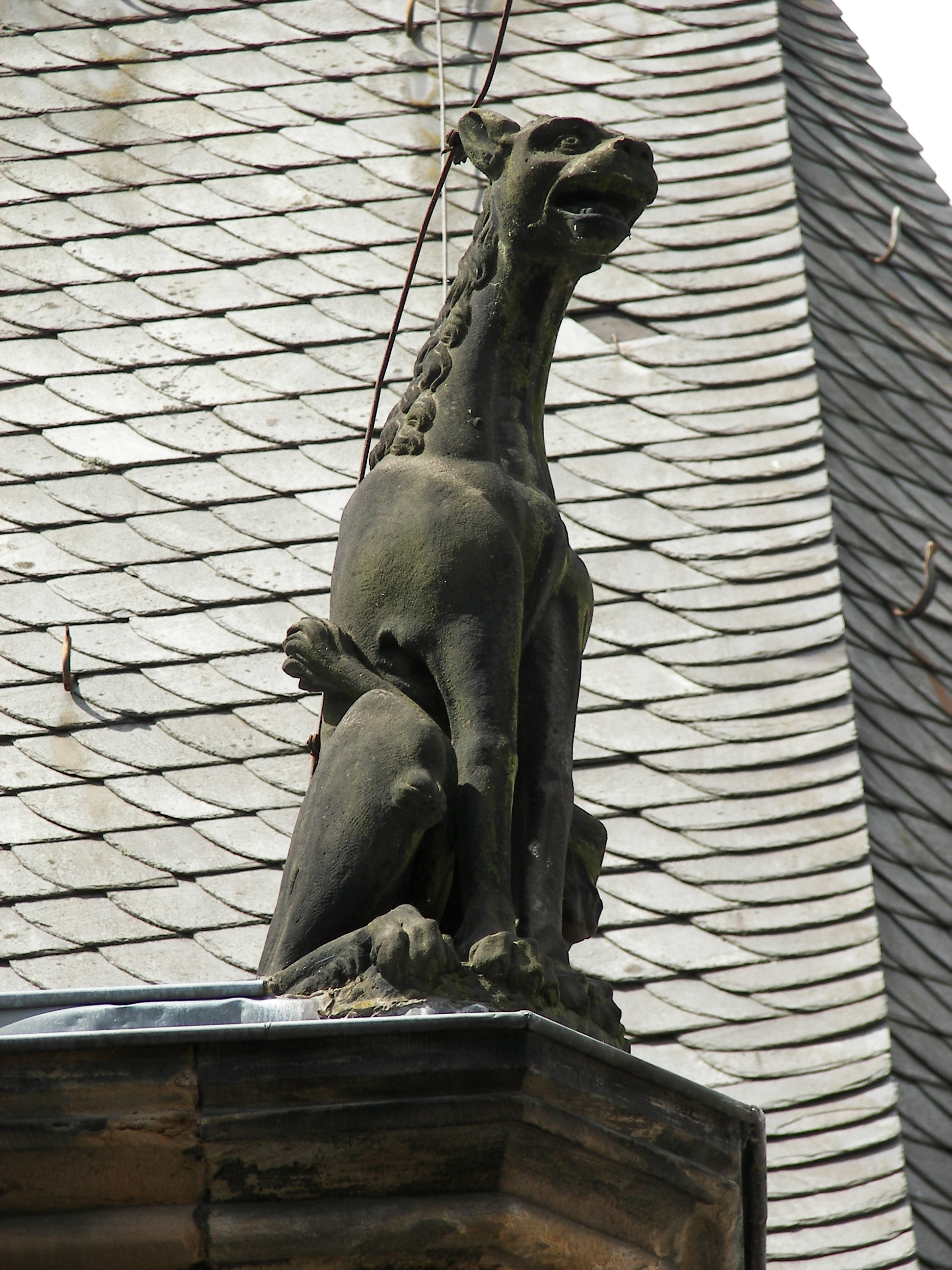
„Domini canes“ in Marburg

Der Dominikanerorden stellte seit dem Beginn der Inquisition zu Beginn des 13. Jahrhunderts im päpstlichen Auftrag Inquisitoren zur Aufspürung und Verfolgung von Häretikern. Aufgrund der Erfahrungen, die der Orden bereits früh in Auseinandersetzung mit Häretikern gesammelt hatte, sowie seiner intellektuellen Ausrichtung bot er dafür besonders gute Voraussetzungen. Bereits 1231–33 erteilte Papst Gregor IX. in seinem mehrfach ausgestellten Sendschreiben Ille humani generis mehreren Dominikanerkonventen den Auftrag zur Verfolgung von Häresien. Besonders aktiv wurden die Dominikaner, die man deshalb mit einem Wortspiel auch als domini canes (Hunde des Herrn) bezeichnete, daraufhin in Südfrankreich bei der inquisitorischen Bekämpfung der Katharer. Neben Inquisitoren aus den Reihen anderer Orden, etwa der Franziskaner, wirkten Dominikaner als Inquisitoren während des gesamten Mittelalters und Renaissance vor allem in Frankreich, Italien und im Heiligen Römischen Reich. Bedeutende Dominikanerinquisitoren waren u. a. Bernard Gui († 1331), Walter Kerlinger († 1373), Tomás de Torquemada († 1498), der erste Generalinquisitor der Spanischen Inquisition, oder Jakob van Hoogstraten († 1527). Umgekehrt fielen auch Mitglieder des Dominikanerordens der Inquisition zum Opfer, wie Giordano Bruno.
Dominikaner beteiligten sich auch an den Anfängen der Hexenverfolgung, darunter Nicolas Jacquier († 1472) oder Heinrich Kramer († 1505), der Autor des Hexenhammers.
Im Jahr 2000 nahm das Provinzkapitel der Dominikanerprovinz Teutonia zur historischen Beteiligung der Dominikaner an der Inquisition und Hexenverfolgung kritisch Stellung (siehe hier).

### Kirchenbau
Bedeutende historische Dominikanerkirchen, auch Predigerkirchen genannt, sind die Französische Kirche in Bern sowie weitere Beispiele in Basel, Eisenach, Erfurt, Regensburg, Rottweil oder Zürich. Viele davon befinden sich heute nicht mehr im Besitz des Dominikanerordens.
In der ostwestfälischen Hansestadt Warburg (Land Nordrhein-Westfalen) kann das Kuriosum von gleich zwei ehemaligen Dominikanerklöstern und -kirchengebäuden im Stadtgebiet besichtigt werden, die nicht mehr im Besitz des Ordens sind. Es handelt sich hierbei um die erste Dominikanerkirche St. Maria in vinea (Klosterkirche von 1281 bis 1803) mit seinem seit 1826 als Gymnasium Marianum genutztem Klostergebäude sowie um die zweite Dominikanerkirche mit -kloster St. Mariä Himmelfahrt (Klosterkirche von 1903 bis 1993). Im letztgenannten Konvent befand sich bis zur Auflösung das Noviziat als Ausbildungsstätte der Provinz Teutonia.
1953 baute der bekannte schweizerisch-französische Architekt Le Corbusier Kirche und Kloster der Dominikaner Sainte-Marie de la Tourette bei Lyon.

### 20. Jahrhundert
In den 1950er- und 1960er-Jahren erlebte der Orden im deutschsprachigen Raum „eine erneute Blüte“. Neue Konvente wurden gegründet bzw. wiederbegründet: in Braunschweig (1952), in Münster (1961), in Hamburg (1962) und in Bremen (1968).

## Der Orden in der Gegenwart

### Verfassung des Ordens
Was den Orden der Predigerbrüder von seiner Gründung her auszeichnet, ist seine demokratische Verfassung. Alle Brüder tragen gemeinsam die Verantwortung für die Verwirklichung der Ziele der Ordensgemeinschaft. Es gibt ein Mitspracherecht auf allen Ebenen. Alle Oberen werden auf Zeit gewählt. Wichtige Entscheidungen werden von der Gemeinschaft der Brüder oder ihrer jeweiligen Delegierten im Konvents-, Provinz- oder Generalkapitel getroffen. Der Generalobere der Dominikaner wird Ordensmeister (Magister Ordinis) genannt. Der derzeitige Ordensmeister (seit Juli 2019) ist Gerard Francisco Timoner.
Der kleinste Baustein des Ordens ist ein Kloster, der sogenannte Konvent, der traditionell aus mindestens sechs Mitgliedern besteht. Ist die Zahl der Mitglieder geringer, handelt es sich um ein „Domus“ (Haus). Hier leben die Brüder in Gemeinschaft zusammen, halten gemeinsam das Chorgebet und erfüllen ihre Aufgaben im Studium, in der Predigt innerhalb und außerhalb des Konvents und zum Teil auch in Übernahme von Aufgaben der pfarrlichen oder kategorialen Seelsorge (Krankenhaus, Gefängnis, Beratungsdienste etc.). Der Obere eines Konventes wird Prior genannt, und auf drei Jahre gewählt. Er wird vom nächsthöheren Oberen, dem Provinzial, bestätigt. Der Obere eines Domus wird als Superior bezeichnet. Er wird vom Provinzial nach Anhörung der Gemeinschaft für drei Jahre ernannt. Die Konvente und Häuser sind zu Provinzen zusammengeschlossen, heute insgesamt 42, denen jeweils ein Provinzial vorsteht. Er wird für vier Jahre auf dem alle vier Jahre tagenden Provinzkapitel gewählt, das sich aus den gewählten Prioren und zusätzlich gewählten Delegierten zusammensetzt. Der Provinzial wird vom Ordensmeister, dem höchsten Oberen des Ordens bestätigt. Der Ordensmeister wiederum wird vom Generalkapitel, der obersten gesetzgebenden Versammlung, auf neun Jahre gewählt. Wähler sind hier jeweils die gewählten Provinziale sowie von den Provinzen gewählte Delegierte.

### Spiritualität
Die Spiritualität des Ordens wird vom Ziel her bestimmt: „den Namen des Herrn Jesus Christus aller Welt zu verkündigen“ (Papst Honorius III.). Die Predigt fließt aus der Fülle der Beschauung, so dass Thomas von Aquin formulieren konnte: „contemplari et contemplata aliis tradere“ („sich der Kontemplation widmen und die Frucht der Kontemplation weitergeben“). Die spezifische Lebensform der Dominikaner, für die das Gemeinschaftsleben, das feierliche, gemeinsame Chorgebet und das ständige Studium charakteristisch sind, führt zur Verkündigung in Wort und anderen apostolischen Aktivitäten.

### Apostolat

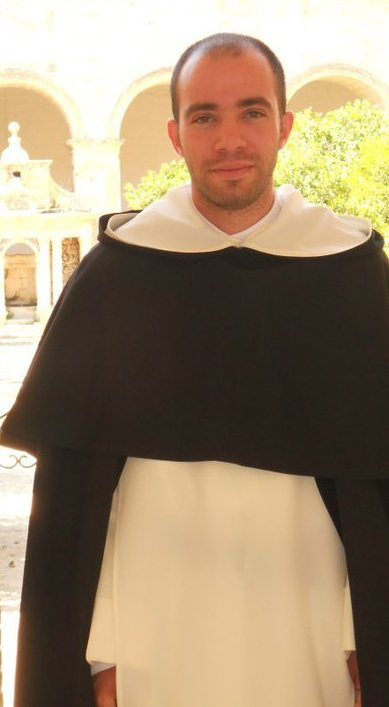
Dominikaner, 2012

In der heutigen Zeit sind für die Dominikaner vor allem folgende Prioritäten für ihr Tun leitend:
- Die Katechese in nichtchristlichen Kulturen, geistigen Systemen, sozialen Bewegungen und religiösen Traditionen.
- Die Gerechtigkeit in der Welt: kritische Analyse der Ursprünge, Formen und Strukturen von Gerechtigkeit in unserer Welt und Einsatz für die Befreiung des Menschen.
- Die Inanspruchnahme sozialer Kommunikationsmittel für die Verkündigung des Wortes Gottes.

### Statistik

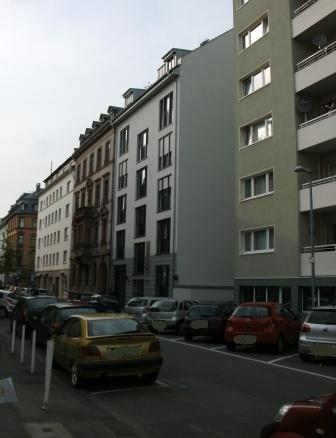
Das Dominikanerkloster in Mainz (Neubau in der Bildmitte)

Heute gibt es weltweit ca. 6.000 Brüder, ferner 3.000 Nonnen und über 30.000 tätige Schwestern in Kongregationen des dritten Ordens (siehe Dominikanerinnen). Die Dominikanischen Laiengemeinschaften beiderlei Geschlechts führen ein spirituelles Leben im Geiste der dominikanischen Tradition, leben aber in der Welt, gehen einem Beruf nach und können auch verheiratet sein.

### Dominikaner in Deutschland und in Österreich
Bis Anfang 2024 bestanden in Deutschland und Österreich zwei Ordensprovinzen:
- Zur Provinz Teutonia (gegründet 1221) gehörten 9 Konvente: Köln (Provinzialat), Düsseldorf, Vechta, Hamburg, Berlin, Braunschweig, Leipzig, Worms, Mainz (Studienhaus). Das Noviziat befand sich seit 1993 in Worms, wo die Dominikaner schon zehn Jahre nach der Ordensgründung im Jahr 1216 ansässig wurden.[7] Darüber hinaus gibt es eine kleinere Niederlassung (Domus) im Wallfahrtsort Klausen bei Trier sowie in Berlin (Institut M.-Dominique Chenu). Zur Provinz Teutonia gehörte bis 2013 ein Vikariat in Bolivien mit 6 Niederlassungen (Santa Cruz de la Sierra, Cochabamba, Pampagrande, Comarapa, Samaipata, Mairana, Potosi). Das Vikariat wurde 2013 als Vizeprovinz von Bolivien selbstständig. Seit 2020 ist Ungarn Provinzvikariat der Teutonia mit Häusern in Sopron, Debreczen und Sentendre.
- Die Süddeutsch-Österreichische Provinz umfasste vier Konvente: einen Konvent in Baden-Württemberg (Freiburg), zwei in Bayern (Augsburg, München) und einen in Österreich (Wien).[8]

Am 28. Januar 2024, dem Fest des heiligen Thomas von Aquin, wurden die Provinzen Teutonia (Deutschland ohne Bayern und Baden-Württemberg, Ungarn) und die Süddeutsch-österreichische Provinz vom hl. Albert fusioniert. Die neue Provinz heißt „Dominikanerprovinz des hl. Albert in Deutschland und Österreich“. Provinzial ist Pater Peter Kreutzwald, der vormalige Provinzial der Provinz Teutonia. Zur Provinz gehören 17 Konvente, davon 14 in Deutschland, einer in Österreich und zwei in Ungarn. Das Noviziat wurde nach Vechta verlegt.

## Das Wappen der Dominikaner

Crux Dominicana, das Dominikanerkreuz

Als Wappen des Dominikanerordens sind zwei unterschiedliche Motive zu finden, das Lilienkreuz und das Mantelwappen.
Das gegenwärtige Wappen der Dominikaner zeigt im von schwarz und silber achtfach geständerten Schild ein schwarz und silber geständertes Lilienkreuz. Das Lilienkreuz tritt seit dem 15. Jahrhundert auf und ist damit älter als das schwarz-silberne ekklesische Mantelwappen. Es ist ein ursprünglich der Inquisition zugeordnetes Emblem und findet erst seit dem 17. Jahrhundert allgemeine Verbreitung als Symbol für den Predigerorden.
Das Mantelwappen (heraldisch: Mantelzug) ist eine silberne Spitze auf schwarzem Feld. Es erscheint erstmals 1494 in einem venezianischen Processionarium, wird dann in Europa zum üblichen Zeichen für die Dominikaner und trug ihnen in England die Bezeichnung als Blackfriars, schwarze Brüder, ein. Gedeutet wird es als „über dem weißen Gewand der Freude der schwarze Mantel der Buße als Zeichen der Demut und Bereitschaft zur Umkehr“.
Das eigentlich ältere Lilienkreuz verdrängte das Mantelwappen erst an der Wende zum 20. Jahrhundert, beim Generalkapitel in Bologna 1961 wurde das Mantelwappen wieder zum verbindlichen Abzeichen des Dominikanerordens erklärt, was aber bereits das Generalkapitel von 1965 in Bogotá wieder aufhob. Seitdem ist die Verwendung beider Wappenbilder freigestellt.

## Bekannte Dominikaner
- Albertus Magnus (ca. 1200–1280)
- Anatol Feid (1942–2002)
- Arthur F. Utz (1908–2001)
- Aurelius Arkenau (1900–1991)
- Bartolomé de Las Casas (1484 oder 1485–1566)
- Basilius Streithofen (1925–2006)
- Benedikt XI. (1240–1304)
- Benedikt XIII. (1649–1730)
- Benedikt Momme Nissen (1870–1943)
- Bernard Gui (ca. 1261–1331)
- Christoph Kardinal Schönborn (* 1945)
- Colmarer Dominikanerchronist (ca. 1221–1305)
- Dietrich von Freiberg (ca. 1240–1320)
- Dominik Duka (* 1943)
- Dominikus (Ordensgründer) (ca. 1170–1221)
- Dominique Pire (1910–1969)
- Eberhard Welty (1902–1965)
- Edward Schillebeeckx (1914–2009)
- Everhard von Westerheim (ca. 1362–1392)
- Felizian Ninguarda (1524–1595)
- Fra Angelico (ca. 1400–1450)
- Francesco Gaude (1809–1860)
- Georges Kardinal Cottier (1922–2016)
- Giordano Bruno (1548–1600)
- Girolamo Savonarola (1452–1498)
- Gordian Landwehr (1912–1998)
- Gustavo Gutiérrez (1928–2024)
- Hans Conrad Zander (Schriftsteller, ehem. Dominikanernovize, * 1937)
- Heinrich Kalteisen (ca. 1390–1464)
- Heinrich Kramer (ca. 1430–1505)
- Heinrich Seuse (ca. 1295–1366)
- Innozenz V. (1225–1276)
- Jacobus a Voragine (ca. 1228–1298)
- Jacobus de Cessolis (14. Jahrhundert)
- Jakob Sprenger (Inquisitor, 1435–1495)
- Jacopo Passavanti (ca. 1302–1357)
- Jean-Baptiste Labat (1663–1738)
- Jean Baptiste Henri Lacordaire (1802–1861)
- Jean de Menasce (1902–1973)
- Jean-Hervé Nicolas (1910–2001)
- Jean-Joseph Lataste (1832–1869)
- Johannes Nider (ca. 1385–1438)
- Johannes Tauler (ca. 1300–1361)[13]
- Johann Dietenberger (ca. 1475–1537)
- Johann Strote († 1350)
- Johann Tetzel (Ablassprediger, ca. 1460–1519)
- Jordan von Sachsen (ca. 1185–1237)
- José Tolentino Kardinal Calaça de Mendonça (* 1965)
- Joseph Maria Bocheński (1902–1995)
- Katharina von Siena (3. Orden, 1347–1380)
- Kjell Arild Pollestad (* 1949)
- Laurentius Siemer (1888–1956)
- Marie-Dominique Chenu (1895–1990)
- Martín de Porres (1579–1639)
- Matthias von Sittard (1522–1566)
- Meister Eckhart (ca. 1260–1328)
- Michel Le Quien (1661–1733)
- Odilo Braun (1899–1981)
- Paul-Heinz Guntermann (1930–2006)
- Petrus von Verona (ca. 1206–1252)
- Pierre Claverie (1938–1996)
- Pius V. (1504–1572)
- Réginald Garrigou-Lagrange (1877–1964)
- Ricoldo da Monte di Croce (ca. 1243–1320)
- Rosa von Lima (3. Orden, 1586–1617)
- Servais-Théodore Pinckaers (1925–2008)
- Thomas Cajetan (1469–1534)
- Thomas von Aquin (ca. 1225–1274)
- Titus Maria Horten (1882–1936)
- Tomás de Torquemada (Inquisitor, 1420–1498)
- Tommaso Campanella (1568–1639)
- Ulrich von Straßburg (ca. 1220–1277)
- Vinzenz Ferrer (1350–1419)
- Wolfgang Ockenfels (* 1947)
- Wunibald Maria Brachthäuser (1910–1999)
- Yves Congar (1904–1995)

### Geschichte

#### Überblicke und Gesamtdarstellungen
- William A. Hinnebusch OP: Kleine Geschichte des Dominikanerordens (= Dominikanische Quellen und Zeugnisse, Bd. 4). Aus dem Amerikanischen von Christophe Holzer und Winfried Locher OP und Winfried Locher. St. Benno Verlag, Leipzig 2004, ISBN 3-7462-1688-5.
- Elias H. Füllenbach (Hrsg.): Mehr als Schwarz und Weiß. 800 Jahre Dominikanerorden. Verlag Friedrich Pustet, Regensburg 2016, ISBN 978-3-7917-2757-8.

#### Einzelne Epochen
- Wolfram Hoyer (Hrsg.): Jordan von Sachsen. Von den Anfängen des Predigerordens (= Dominikanische Quellen und Zeugnisse, Bd. 3). St. Benno Verlag, Leipzig 2002, ISBN 3-7462-1574-9.
- Achim Todenhöfer: Apostolisches Ideal im sozialen Kontext. Zur Genese der europäischen Bettelordensarchitektur im 13. Jahrhundert. In: Marburger Jahrbuch für Kunstwissenschaft, Bd. 34 (2007), S. 43–75.

#### Einzelne Regionen
- Ingo Ulpts: Die Bettelorden in Mecklenburg. Ein Beitrag zur Geschichte der Franziskaner, Klarissen, Dominikaner und Augustiner-Eremiten im Mittelalter (= Saxonia Franciscana, Bd. 6). Coelde, Werl 1995, ISBN 3-87163-216-3.
- Johannes Schütz: Hüter der Wirklichkeit. Der Dominikanerorden in der mittelalterlichen Gesellschaft Skandinaviens, Vandenhoeck & Ruprecht, Göttingen 2014.
- Yvonne Arras: Die Dominikanerinnen und Dominikaner der Region Neckar-Alb in der Augsburger Chronik von Karl Welz OP († 1809) und Emerich Rueff OP († 1814). In: Hohenzollerischer Geschichtsverein (Hrsg.): Zeitschrift für Hohenzollerische Landesgeschichte. 51./52. Band. Sigmaringen 2015/2016. (Mit einer Edition von Teil I der Handschrift 2002/90 Bistumsarchiv Augsburg).

### Spiritualität
- Ulrich Engel (Hrsg.): Dominikanische Spiritualität (= Dominikanische Quellen und Zeugnisse, Bd. 1). St. Benno Verlag, Leipzig 2000, ISBN 3-7462-1358-4.
- Timothy Radcliffe: Gemeinschaft im Dialog. Ermutigung zum Ordensleben (= Dominikanische Quellen und Zeugnisse, Bd. 2). St. Benno Verlag, Leipzig 2001, ISBN 3-7462-1450-5.
- Thomas Eggensperger, Ulrich Engel: Dominikanerinnen und Dominikaner: Geschichte und Spiritualität . Topos-Tb, Kevelaer 2010, ISBN 978-3-8367-0709-1.

### Heilige und Selige
- Gerfried A. Bramlage OP: Die Heiligen und Seligen des Dominikanerordens. Werth, Warburg 1985.

### Artikel in Lexika
- Ambrosius Eßer OP: Dominikaner. In: Theologische Realenzyklopädie (TRE). Band 9, de Gruyter, Berlin / New York 1982, ISBN 3-11-008573-9, S. 127–136.
- Grützmacher: Dominikus, und die Dominikaner. In: Realencyklopädie für protestantische Theologie und Kirche (RE). 3. Auflage. Band 4, Hinrichs, Leipzig 1898, S. 768–781.
- Franz Karl Praßl: Dominikaner. In: Oesterreichisches Musiklexikon. Online-Ausgabe, Wien 2002 ff., ISBN 3-7001-3077-5; Druckausgabe: Band 1, Verlag der Österreichischen Akademie der Wissenschaften, Wien 2002, ISBN 3-7001-3043-0.

## Filme und Audio
- Episode 13, Dominikaner im Podcast Gott bewahre!
- Vom Wort zur Wissenschaft – Die Dominikaner. Dokumentationsreihe Te Deum – Himmel auf Erden, 3sat.
- Wilfried Köpke: Die Dominikaner. Der Orden der Prediger, 30'-Film und 15'-Interview mit Ordensmeister Fr. Carlos Azpiroz Costa OP, DVD, Leipzig (St. Benno-Verlag) 2006, ISBN 978-3-7462-1967-7.